# Rush Hour
Rush Hour är en amerikansk actionkomedi från 1998 med Jackie Chan och Chris Tucker. Filmen var framgångsrik och blev den sjunde största kassasuccén i USA under 1998. Den följdes upp av Rush Hour 2 och Rush Hour 3.

## Handling
Poliskommissarien Lee (Jackie Chan) sänds från Hongkong till USA för att undersöka kidnappningen av den kinesiska konsuln Hans dotter Soo Yung, som tränats i kampsport av Lee. FBI, som också arbetar på fallet, vill inte att en utomstående som Lee lägger sig i deras utredning vilket gör att de parar ihop honom Los Angeles-kriminalaren James Carter (Chris Tucker) - en komiskt arrogant polis med talets gåva. De två männen kommer inte alls överens men när de upptäcker att de utnyttjas försöker de lösa fallet tillsammans.

## Rollista (i urval)
- Jackie Chan - Poliskommissarie Lee
- Chris Tucker - Kriminalare James Carter
- Tom Wilkinson - Griffin/Juntao
- Tzi Ma - konsul Solon Han
- Julia Hsu - Soo Yung
- Ken Leung - Sang
- Elizabeth Peña - Johnson
- Chris Penn - Clive Cod
- Rex Linn - Agent Whitney
- Mark Rolston - Agent Charles Warren Russ
- Clifton Powell - Luke

## Om filmen
Rush Hour spelade in 33 miljoner USD (ca 224 milj. SEK) under premiärhelgen i september 1998 i USA. Totalt spelade filmen in 244 miljoner USD världen över.
Uppföljaren Rush Hour 2 gjordes 2001. En tredje film, Rush Hour 3, hade premiär den 10 augusti 2007. Tucker tjänade 25 miljoner USD för den tredje filmen och Chan fick rättigheterna att ge ut filmen i Asien.